# Karin Hassle (konstnär)
Inga Karin Hassle, ogift Gustavsson, född 10 september 1960 i S:t Matteus församling i Stockholm, är en svensk glaskonstnär med fokus på glaskonst. Hon driver idag det lilla familjeföretaget Karin Hassle Art Glass (tidigare Ateljé Björnåsen) och ANKAsmycken.

## Biografi
Karin Hassle arbetade under åren 1979-1986 som Art Director på Åkema AB Stockholm samtidigt som hon utbildade sig inom kroki, fotografering och keramik. År 2001 inriktade sig Hassle på glaskonst och tekniken fusing& slumping År 2003 startade hon Ateljé Björnåsen på sin gård en bit utanför Katrineholm och blev år 
2004 medlem i Svenska Konstnärsförbundet. 
Mellan 2002 och 2013 gick Karin Hassle olika utbildningar inom glaskonst; bl.a. Kosta glasskola för glasblåsning, Master Class på North Lands Creative Glass och glasgjutning på Pukebergs glasbruk. 
År 2010 blev Hassle medlem i Contemporary Glass Society, England. 
Smyckeskedjan ANKAsmycken är ett samarbete mellan Karin Hassle och guldsmedsmästaren Ann-Kristin Myrland som uppstod år 2009. 
Hon finns representerad i såväl Sverige som utomlands. I Stockholm finns hon representerad vid Plantagon International, Stadshuset och World Trade Center. Andra platser i Sverige där hon finns representerad är Sörmlands Sparbank, Västra Vingåkers församling, Västra Sörmlands Konstförening, Vingåkers kommun, Katrineholms kommun, Kullbergska sjukhuset samt Örebro läns landsting. Utomlands är hon representerad vid City of Kampala i Uganda, City of Kuala Lumpur i Malaysia, House of Roosevelt i Shanghai och Onondaga Nation i delstaten New York, USA.

## Utställningar
Karin Hassle har under åren 2003-2014 haft utställningar på bl.a. North Lands Creative Glass, Lybster, Skottland. World Trade Center, Stockholm, Ängelen, Katrineholm. Julita gård. Reijmyre glasbruk, Mülthal, Tyskland. Galleri Hagström, Stockholm. 

## Utmärkelser
Vingåkers Kulturstipendium tillsammans med konstgruppen SOS (Söder om Sjön).

## Familj
Karin Hassle är sedan 1989 gift med Hans Hassle (född 1959), svensk affärsman och de har två barn.